# キンバリー・ヒル
キンバリー・ヒル（Kimberly Hill、1989年11月30日 - ）は、アメリカ合衆国の元女子バレーボール選手。ポジションはアウトサイドヒッター。元アメリカ代表。

## 来歴
ペパーダイン大学を卒業後、ポーランドリーグのアトム・トレフル・ソポトに加入。
2013年、アメリカ代表に初選出される。同年6月のパンアメリカンカップで代表デビューした。同年8月のワールドグランプリではレギュラーで出場し、ファイナルラウンドのベストレシーバー部門5位など、攻守にわたり活躍した。同年11月に行われたグラチャンで銀メダルを獲得した。
2014年10月に行われた世界選手権では、アメリカの初優勝に大きく貢献しMVPおよびベストアウトサイドヒッターに選出された。
2015年8-9月のワールドカップで銅メダルを獲得した。2016年7月にタイで開催されたワールドグランプリで銀メダルを獲得し、自身もベストアウトサイドヒッター賞を受賞した。
2016年8月に行われたリオデジャネイロオリンピックで銅メダルを獲得した。
2021年、東京オリンピックを最後に現役引退。2022年から、カリフォルニア州立大学ロングビーチ校のコーチに就任した。

## 球歴
- オリンピック - 2016年
- 世界選手権 - 2014年
- ワールドカップ - 2015年
- グラチャン - 2013年、2017年
- 北中米選手権 - 2013年
- ワールドグランプリ - 2013年、2014年、2015年、2016年

## 所属クラブ
- ペパーダイン大学（2008-2012年）
- アトム・トレフル・ソポト（2013-2014年）
- AGILバレー（2014-2015年）
- ワクフバンクSK（2015-2017年）
- イモコ・コネリアーノ（2017-2021年）

## 受賞歴
- 2014年 - 世界選手権 MVP、ベストアウトサイドヒッター
- 2016年 - 2015/16欧州チャンピオンズリーグ ベストアウトサイドヒッター賞
- 2016年 - ワールドグランプリ ベストアウトサイドヒッター賞
- 2017年 - 2016/17欧州チャンピオンズリーグ ベストアウトサイドヒッター賞